# كوكي ناغي
كوكي ناغي (باليابانية: 根木 洸希) (مواليد 17 مايو 2000) هو لاعب كرة قدم ياباني.

## وصلات خارجية
- كوكي ناغي على موقع رابطة كرة القدم اليابانية للمحترفين (اليابانية)
- كوكي ناغي على موقع Soccerway.com (الإنجليزية)